# 帕特里夏·诺阿尔
帕特里夏·诺阿尔（法語：Patricia Noall，1970年6月2日—），加拿大女子游泳运动员。她曾代表加拿大参加1988年夏季奥林匹克运动会游泳比赛，获得女子4×100米混合泳接力铜牌。